# Apagado (volcán)
Apagado (también conocido como Hualiaque) es un cono piroclástico con cubierta vegetal dispersa. Tiene un cráter de aproximadamente 400 metros (1.312 pies) de ancho y un diámetro de base de aproximadamente 2 km (1 mi). El volcán está ubicado en la Región de Los Lagos de Chile , y se encuentra a 13 km al oeste del volcán Hornopirén y al suroeste del volcán Yate, en una península que bordea el estuario Reloncaví, el Seno Reloncaví y el Golfo de Ancud. Apagado tiene un cráter de cumbre casi intacto.